# Ali Audah
Ali Audah (14 tháng 7 năm 1924 – 20 tháng 6 năm 2017) là một nhà văn và dịch giả văn học người Indonesia. Ông được biết đến nhất với các bản dịch từ tác phẩm văn học Ả Rập sang tiếng Indonesia.

## Đầu đời
Audah sinh ra ở Bondowoso, ngày nay thuộc Đông Java, vào ngày 14 tháng 7 năm 1924. Cha của Audah là Salim Audah qua đời khi Audah mới 7 tuổi, và gia đình ông đã chuyển đến vùng ngoại ô Surabaya nơi mẹ và anh trai làm việc để duy trì cuộc sống. Do hoàn cảnh tài chính khó khăn, Audah chỉ học đến lớp hai tại một trường Hồi giáo trước khi bỏ học. Ông chủ yếu tự học, nghiên cứu chính trị, ngôn ngữ và văn học. Ông làm lao động chân tay một thời gian ở Surabaya và Bogor trong thời kỳ Nhật Bản chiếm đóng và Cách mạng Dân tộc Indonesia trước khi chuyển đến Bogor vào năm 1949.

## Sự nghiệp
Sự nghiệp viết văn của Audah bắt đầu trong thời kỳ Nhật Bản chiếm đóng, khi đó ông gửi truyện ngắn cho một số tạp chí nhưng không thành công. Năm 1946, ông đoạt giải cuộc thi viết kịch ở Đông Java. Ông bắt đầu đóng góp thơ ca cho các tạp chí văn học, đồng thời làm phóng viên tự do cho một số tờ báo. Năm 1953, Audah mắc bệnh buộc ông phải tập trung viết văn để kiếm sống. Ông dần trở nên nổi tiếng, với lượng lớn tác phẩm được gửi đến các tờ báo có trụ sở tại Jakarta.
Audah bắt đầu quan tâm đến văn học Ả Rập sau khi một trong những anh chị của ông sống một thời gian ở bán đảo Ả Rập. Ông nhận được một số tác phẩm tiếng Ả Rập từ người thân, rồi học ngôn ngữ này và trở thành một dịch giả nổi tiếng. Bản dịch được đón nhận nhiều nhất của ông là The Holy Qur'an: Text, Translation and Commentary (1934) của Abdullah Yusuf Ali, tác phẩm trở thành sách bán chạy nhất ở Indonesia. Audah sau đó cũng học tiếng Anh, tiếng Pháp và tiếng Đức, mặc dù không được học hành chính quy. Audah đòi hỏi một cách tiếp cận thận trọng đối với các bản dịch của mình, ông thường dành hàng giờ để dịch các từ riêng lẻ hoặc một câu.
Ngoài sự nghiệp văn học, ông từng là trưởng khoa sharia tại Đại học Ibnu Khaldun, Bogor, giảng dạy về nhân văn học tại Học viện Nông nghiệp Bogor, đồng thời chủ tọa Hiệp hội Dịch giả Indonesia từ năm 1974 đến năm 1984. Ông cũng tham gia giáo dục văn học tại các trường trung học Indonesia.
Ông qua đời tại nhà riêng ở Bogor vào ngày 20 tháng 6 năm 2017.